# Harry Lien
Halvard "Harry" Olsen Lien, född 15 maj 1896 i Holt i Aust-Agder fylke i Norge, död 19 september 1978 i Chicago i Illinois, var en amerikansk backhoppare. Han representerade Norge Ski Club i Chicago.

## Karriär
Harry Lien emigrerade 1914 till USA och stred i USA:s armé under första världskriget. Lien började tävla i backhoppning och vann flera amerikanska mästerskap. Som bäst hoppade han 197 feet (60,05 meter) i British Columbia 1927.
Lien deltog i olympiska vinterspelen 1924 i Chamonix i Frankrike. Han tävlade i backhoppning, där han placerade sig på 16:e plats.
Harry Lien bosatte sig sedan i Wisconsin där han var aktiv i skidmiljön och utvecklingen amerikansk skidsport. Han konstruerade tre hoppbackar i Hayward i Wisconsin och backhoppningsanläggningen användes under träning av backhoppare från bland annat Chicago, Minneapolis, Duluth och Iron Mountain. Harry Lien deltog i The Norge Annual Meet 1937 och blev nummer två i tävlingen.
1969 invaldes Harry Lien i amerikanska skidförbundets (US Ski Association) Hall of Fame. 2008 invaldes han i American Ski Jumping Hall of Fame.